# Váš dům šel spát (album)
Váš dům šel spát je výběrové album studiových nahrávek Rudolfa Cortése, které vyšlo v roce 2000 jako CD

## Seznam skladeb
1. "Čím víc tě mám rád (The Song From Moulin Rouge)" (Georges Auric / Wiliam Engvick, č.t. Vladimír Dvořák) - Supraphon 30.9.1954 - 3:27
2. "Váš dům šel spát" (h: Alfons Jindra / t: Vladimír Dvořák) - Supraphon 30.9.1954 - 3:13
3. "Nelly Gray (Darling Nelly Gray)" (h: Benjamin Russel Hanby / t: Vladimír Dvořák) - Supraphon 7.5.1954 - - 3:52
4. "Ďáblovo stádo (Riders In The Sky)" (h: Stan Jones / t: Jiří Brdečka) - Supraphon 3.12.1954 - 2:50
5. "Už bude šest" (h: Miloslav Ducháč / t: Vladimír Dvořák) - Supraphon 8.7.1955 - 3:07
6. "Láska bez hádky" (h: Miloslav Ducháč / t: Vladimír Dvořák) - Supraphon 8.5.1957 - 2:55
7. "Co má být (Whatever Will Be Will Be - Que sera, sera)" (Jay Livingston / Ray Evans, č.t. Zdeněk Borovec) - Supraphon 14.6.1957 - 2:01
8. "Velký a malá " (h: Václav Pokorný / t: Jaromír Hořec) - Supraphon 11.3.1957 - 2:58
9. "Do starých známých míst" (h: Vlastimil Hála /t: Zdeněk Borovec) - Supraphon 17.6.1955 - 3:09
10. "Mám ji rád (Friendly Persuasion)" (Dimitri Tiomkin / Paul Francis Webster, č.t. Zdeněk Borovec) - Supraphon 12.12.1957 - 3:02
11. "Tak nevím" (h: Miloslav Ducháč / t: Vladimír Dvořák) - Český rozhlas 10.5.1962 - 2:50
12. "Praho, já tě mám rád" (h: R. A. Dvorský / t: Jiřina Fikejzová) - Český rozhlas 12.2.1973 - 2:24
13. "Takový sníh už nepadá" (h: Alois Palouček / t: Bedřich Bobek) - Český rozhlas 13.12.1973 - 4:00
14. "Jdou stáda jdou" (h: Ladislav Pikart / t: Jiří Aplt) - Český rozhlas 3.10.1974 - 2:43
15. "O Španělsku si zpívám" (h: Jaroslav Ježek / t: Jiří Voskovec a Jan Werich) - Český rozhlas 1951 - 3:37
16. "Ezop a brabenec" (h: Jaroslav Ježek / t: Jiří Voskovec a Jan Werich) - Český rozhlas 1951 - 3:17
17. "Prodám srdce" (h: Jaroslav Ježek / t: Jiří Voskovec a Jan Werich) - Český rozhlas 1951 - 2:52
18. "Pohádka o lásce" (h: Evžen Klen / t: Miroslav Zikán) - Český rozhlas 21.1.1957 - 3:37
19. "Divotvorný hrnec" - směs (h: Burt Lane / t: Jiří Voskovec a Jan Werich) - ČT 1972 - 3:47
  - S čertem si hrát (Old Devil Moon)
  - Tam za tou duhou (Look To The Rainbow)
  - Ten, kdo nemá rád (If This I'snt Love)
20. Kalná řeka (Ol' Man River) (h: Jerome Kern / Hammerstein Oscar II, č.t. Jan Werich a Pavel Kopta) - ČT 5.2.1976 - 3:13
21. Kdybych já uměl psát básně (h: Václav Trojan / t: Jan Werich) - ČT 1973 - 1:47
22. Duben, první duben (Cheek To Cheek) (h: Irving Berlin / t: Josef Kainar) - český rozhlas 1962 - 3:05
23. Nejmíň stárne klaun (h: Karel Svoboda / t: Zdeněk Borovec) - FSB 1975 - 2:31

## Další informace
- hrají:

Orchestr Karla Vlacha (1-11,14-18,20,21)
TOČR, řídí Josef Vobruba (12)
TOČR, řídí Alois Palouček (13)
Skupina Iva Moravuse (19)
Orchestr Ladislav Bezzubky (22)
Ladislav Štaidl se svým orchestrem (23)
Sbor Lubomíra Pánka (19)
- Cover design: Pavel Jasanský

- ean vydaného alba: 8 594046 749075,

- Vydalo producentské centrum Františka Rychtaříka, - FR centrum, 2000.